# Rafael Gómez Nieto
Rafael Gómez Nieto (Adra, 21 de enero de 1921-Estrasburgo, 31 de marzo de 2020) fue un militar español del siglo XX.

## Biografía
Participó en la guerra civil española llamado a filas por la leva del Biberón, encuadrado en el Ejército Republicano Español, participando en la batalla del Ebro.
Acabada la guerra, pasó a Francia, donde fue internado en el campo de Saint-Cyprien. Cuatro meses después pudo llegar a la Argelia francesa junto a su padre, que se encontraba en el campo de internamiento de Argelès. Tras la invasión del norte de África por parte de los Aliados durante la Segunda Guerra Mundial, pasó a formar parte de la  9.ª Compañía de la 2.ª División Blindada que, integrada por republicanos españoles, fue la primera unidad militar aliada que entró en París tras su ocupación por la Wehrmacht.
Falleció el 31 de marzo de 2020 a los 99 años de edad en una residencia de ancianos en Estrasburgo (Francia), ciudad en la que vivía desde 1955, a causa del COVID-19 durante la pandemia por coronavirus. A su muerte, fue el último superviviente de los miembros de la 9.ª Compañía que entraron en París a sesenta años después de esta.